# Уорнър Брос Пикчърс Анимейшън
„Уорнър Брос Пикчърс Анимейшън“ (на английски: Warner  Bros. Pictures Animation (WBPA)) е американско анимационно студио, което е подразделението за пълнометражна анимация на „Уорнър Брос“, част от Уорнърмедия. Създадено на 7 януари 2013 г., студиото е наследник на разтвореното 2D традиционно анимационно студио „Уорнър Брос Фичър Анимейшън“, който беше закрит през 2004 г. Той е също сестриснко анимационно студио на обикновеното анимационно студио „Уорнър Брос Анимейшън“.
Първият му филм, „LEGO: Филмът“ излезе на 7 февруари 2014 г., а сегашното му издание е „DC Лигата на супер-любимците“ на 29 юли 2022 г., със следващите им издания, „Тото“ на 2 февруари 2024 г. и „Койота срещу Акме“ на неуточнена дата. Филмите, продуцирани от WAG, са събрали общо 1.8 милиарда долара в боксофиса.

## История
На 7 януари 2013 г. Джеф Робинов (тогава ръководител на кинодивизията на студиото) основава отдел за разработване на сценарии, наречен „мозъчен тръст“ за разработване на пълнометражни анимационни филми, известен като Уорнър Анимейшън Груп. В групата влизат Джон Рекуа, Глен Фикара, Никълъс Столър, Джаред Стърн, Фил Лорд и Кристофър Милър. Warner Bros. създаде групата с надеждата, че касовата рецепция на техните филми ще бъде конкурентна на изданията на други анимационни студия.
На 7 февруари 2014 г. Уорнър Анимейшън Груп пусна първия си филм, „LEGO: Филмът“, който е анимиран от Animal Logic, който също осигури анимацията и за двата спинофа. Той бе посрещнат с положителни отзиви и се оказа успех в касата.
Вторият филм на WAG, „Щъркели“ излезе на 23 септември 2016 г. Той получи смесени отзиви от критиците.
На 10 февруари 2017 г. Уорнър Анимейшън Груп пусна „Лего Батман: Филмът“, който получи положителни отзиви от критиците и постигна успех в бокс офиса. На 14 декември 2017 г. Уорнър Брос обяви, че Алисън Абат е назначена за изпълнителен вицепрезидент, а Крис Лийхи е назначен за старши вицепрезидент.
„Лего Нинджаго: Филмът“, базиран на играчките „Лего Нинджаго“, беше пуснат на 22 септември 2017 г. След излизането си филмът беше посрещнат със смесени отзиви от критиците и стана първият филм от студиото, който не успя да възстанови бюджета си.
„Малката стъпка“, издаден на 28 септември 2018 г., спечели рейтинг за одобрение от 75% на Rotten Tomatoes с предимно положителни отзиви от критици и спечели над 214 милиона долара по целия свят.
„LEGO: Филмът 2“, продължението на „LEGO: Филмът“, излезе на 8 февруари 2019 г. и спечели 85% в рейтинга на одобрение за Rotten Tomatoes, но спечели само около 192.3 милиона долара по целия свят, почти едва възстановявайки бюджета си и ставайки студио и разочарованието на втория бокс офис на поредиата.
През октомври 2019 г. Locksmith Animation сключи многогодишна производствена сделка с Уорнър Брос, която ще разпространява филмите на Locksmith.
Анимационния рестарт на филмовата поредица за „Скуби-Ду“, озаглавено със същото име, първоначално е определен за театрално издание на 15 май 2020 г., но след това е отложен поради пандемията от COVID-19. На 21 април 2020 г. е обявено, че вместо това ще премине към видео при поръчка в отговор на пандемията. Той получи смесени отзиви от критиците.
Игрално-анимационния филм, базиран на Том и Джери, е издаден в международен мащаб на 11 февруари 2021 г. и на 26 февруари в САЩ в кината и HBO Max едновременно, което също дебютира новото лого на компанията, за да съответства на дизайна на логото на новия щит, което Уорнър Брос дебютира още през ноември 2019 г. Той беше посрещнат с негативен прием от критиците и е първият филм на компанията, който е срещал това, въпреки положителните отзиви от публиката и феновете на изходния материал.
„Космически забивки: Нови легенди“, с участието на Леброн Джеймс, е пуснат на 16 юли 2021 г. и това е първия филм от Уорнър Анимейшън Груп да включи традиционна анимация. Той получи най-вече негативни отзиви от критиците.
Анимационния филм, базиран на „Лигата на супер-любимците“, озаглавен „DC Лигата на супер-любимците“ е пуснат на 29 юли 2022 г.

## Предстоящи издания
Третият хибрид на игрален филм и анимация на WAG, филм на Уили Койота, озаглавен „Койота срещу Акме“ ще излезе на 21 юли 2023 г. Филмът ще бъде режисиран от Дейв Грийн и продуциран от Крис Дефария и Джеймс Гън.
Музикалната екранизация на детската книга на Майкъл Морпурго, „Toto: The Dog-Gone Amazing Story Of The Wizard Of Oz“ започва анимационното производство през февруари 2021 г. Режисьор е Алекс Тимбърс, по сценарий на Джон Август и продуциран от Дерек Фрей.

## Производство
Подобно на 20th Century Animation на Дисни, DreamWorks Animation на Universal, Sony Pictures Animation и Paramount Animation, WAG възлага продукцията на своите анимационни филми на други студия, като Animal Logic (поредиците „LEGO: Филмът“ и DC Super Pets), Sony Pictures Imageworks („Щъркели“ и „Малката стъпка“), Reel FX Creative Studios („Скуби-Ду!“), Framestore („Том и Джери“) и Industrial Light & Magic („Космически забивки: Нови легенди“).
Бюджетите за техните филми обикновено варират в рамките на 60 – 80 милиона долара. Най-скъпите им филми, „LEGO: Филмът 2“, „Скуби-Ду!“ и „Космически забивки: Нови легенди“, струват съответно 99 милиона долара, 90 милиона и 161.9 милиона долара.
Съобщава се, че отделът за сценарии е донякъде подобен на „мозъчното доверие“ на Pixar Animation Studios по отношение на това как членовете му се консултират помежду си и дават обратна информация за проектите на другия. Групата получава прякора „мозъчен тръст“.

## Филмография

### Пълнометражни филми
Пуснати филми
| #  | Заглавие                            | Премиера             | Копродукция с | Анимационни услуги | Бележки | Бюджет           | Приходи        | Rotten Tomatoes | Metacritic |
| -- | ----------------------------------- | -------------------- | --- | --- | ------- | ---------------- | -------------- | --------------- | ---------- |
| 1  | LEGO: Филмът[S]                     | 7 февруари 2014 г.   | Village Roadshow Pictures RatPac-Dune Entertainment Lego System A/S Vertigo Entertainment Lin Pictures                | Animal Logic | [S]     | $60 – 65 милиона | $469 милиона   | 96%             | 83         |
| 2  | Щъркели                             | 23 септември 2016 г. | RatPac-Dune Entertainment Stoller Global Solutions (некредитиран)                                                     | Sony Pictures Imageworks                                                                                                   |         | $70 милиона      | $183.3 милиона | 66%             | 56         |
| 3  | Лего Батман: Филмът                 | 10 февруари 2017 г.  | DC Entertainment RatPac-Dune Entertainment Lego System A/S Lord Miller Productions Vertigo Entertainment Lin Pictures | Animal Logic |         | $80 милиона      | $312 милиона   | 90%             | 75         |
| 4  | Лего Нинджаго: Филмът[S]            | 22 септември 2017 г. | RatPac-Dune Entertainment Lego System A/S Vertigo Entertainment Lord Miller Productions Lin Pictures                  | Animal Logic | [S]     | $70 милиона      | $123 милиона   | 56%             | 55         |
| 5  | Малката стъпка                      | 28 септември 2018 г. | Zatfig Films | Sony Pictures Imageworks                                                                                                   |         | $80 милиона      | $214 милиона   | 76%             | 60         |
| 6  | LEGO: Филмът 2[S]                   | 8 февруари 2019 г.   | Lego System A/S Vertigo Entertainment Lord Miller Productions Rideback                                                | Animal Logic | [S]     | $99 милиона      | $192.3 милиона | 84%             | 65         |
| 7  | Скуби-Ду!                           | 15 май 2020 г.       | Hanna-Barbera | Reel FX Creative Studios                                                                                                   |         | $90 милиона      | $26.2 милиона  | 48%             | 43         |
| 8  | Том и Джери[S]                      | 26 февруари 2021 г.  | Turner Entertainment Co. (некредитиран) The Story Company                                                             | Framestore | [S]     | $79 милиона      | $131.1 милиона | 31%             | 32         |
| 9  | Космически забивки: Нови легенди[S] | 16 юли 2021 г.       | Proximity Media SpringHill Company                                                                                    | Industrial Light & Magic Luma Pictures Cinesite Company 3 Animation Tonic DNA House of Moves Day For Nite Studio D Virtuos | [S]     | $150 милиона     | $162.8 милиона | 25%             | 36         |
| 10 | DC Лигата на супер-любимците        | 29 юли 2022 г.       | DC Entertainment Seven Bucks Productions A Stern Talking To                                                           | Animal Logic |         | $90 милиона      | $131.4 милиона | 73%             | 56         |

1. ↑  Пуснат е на видео по поръчка в САЩ и Канада на мястото за планирано театрално издание на тази дата,[21] и по-късно е пуснат по кината с ограниченията на COVID-19, който започва на 8 юли 2020 г.[22][23]

### Предстоящи филми
| #  | Заглавие             | Премиера       | Копродукция с                                 | Анимационни услуги | Бележки | Продуцентски статус     | Източници     |
| -- | -------------------- | -------------- | --------------------------------------------- | ------------------ | ------- | ----------------------- | ------------- |
| 11 | Койота срещу Акме[S] | 21 юли 2023 г. | Two Monkeys, A Goat and Another, Dead, Monkey | —                  | [S]     | Предварителна продукция | [ 28 ] [ 29 ] |

[S]Съдържа екшън на живо и анимация.

## Поредици
| Заглавие        | Филми | Кратки филми | Премиери      |
| --------------- | ----- | ------------ | ------------- |
| LEGO: Филмът    | 4     | 11           | 2014 – 2019   |
| DC Comics       | 1     | 0            | 2017–настояще |
| Hanna-Barbera   | 2     | 0            | 2020–настояще |
| Шантави рисунки | 1     | 0            | 2021–настояще |